# ТВ Белами
Радио-телевизија Белами (изворно Belle Amie, позната као ТВ Белами или само Белами) је најстарија приватна радио-телевизија на Југу Србије, са седиштем у Нишу. У саставу „Беламија” спадају и „Народне новине” из Ниша.

## Почетак Беламија
ТВ Белами је најстарији приватни нишки медиј. Белами је са радом кренуо 1993. године, као прва приватна радио станица која је програм емитовала у Нишу, док је 11 година касније основана и телевизија Белами. Убрзо након тога, Белами је отворио нови радио, након чега је 1997. године започео са емитовањем. ТВ Белами сматрају медијем који је препознатљив по независности и објективности и једини је медиј који никад није био повезиван ни са једном политичком странком. У медијску империју југоисточне Србије спадају и „Народне новине” које су такође у саставу „Белами корпорације”. Ова телевизија је најгледанија регионална и кабловска телевизија у Србији и једина регионална ТВ станица која емитује дигитални телевизијски сигнал (21. канал). У „Белами медијску империју” спада и Белами портал, који важи за један од најпосећенијих у региону.

## Емисије
Телевизија Белами има много ауторских емисија. Неке од најпознатијих емисија на овој регионалној телевизији су: Одговорни, Белами поподне, Белами јутро, Агора, Седми дан, Ребус, Између редова, Изјава недеље, Суботом и друге. Према званичним мерењима гледаности, све емисије телевизије Белами имају велику гледаност, што потврђују и многе награде које су добили аутори истих.

## Филмски и серијски програм
РТВ Белами сарађује са многим дистрибутерским кућама. У почетку емитовања, ова телевизија је емитовала многе ТВ серије са иностраном продукцијом, али се у данашње време ова телевизија фокусира на емитовање емисија из сопствене продукције, као и на емитовање домаћих и страних филмова. На овој телевизији су емитовани многи популарни филмови.

## Опремљеност
ТВ Белами има потпуну техничку опремљеност. Све битније догађаје, ова телевизија прати уживо у ХД квалитету слике, сву потребну опрему, као што су монитори, ТВ промтери и друге техничке ствари ова телевизија поседује. Дан телевизије је на Ђурђевдан.